# سفن شراعية كويتية
تنوعت و تعددت السفن الشراعية الكويتية في فترة ما قبل النفط، حيث كانت العصب الرئيسي للاقتصاد الكويتي في تلك الفترة، نتيجة لاعتماد الكويتيين على التجارة البحرية والغوص على اللؤلؤ كمصدر رئيسي للدخل. اختلفت أشكال وأحجام السفن الشراعية الخشبية بحسب الحاجة لها و استعمالها، و تسمى السفن في الخليج بـ"المِحْمَل". هناك الكثير من أسماء و أنواع السفن الشراعية الكويتية، فهناك البغلة والبتيل والبقارة والبوم والجالبوت والسنبوك والشوعي وأخيرًا الماشوة.

## تاريخ السفن الكويتية
يرجع تأسيس صناعة السفن الكويتية إلى تاريخ نشأة الكويت و استقرار العتوب فيها. فبعد أن هاجر العتوب من نجد في القرن السابع عشر استقروا في قطر، التي كانت تحت حكم آل مسلم، وهناك اكتسب العتوب مهارات الصيد والغوص على اللؤلؤ، مكتسبين خبراتهم البحرية من المناطق المحيطة بهم كعمان والبحرين، إلا أن استقرارهم في قطر لم يطل نتيجة لخلاف بين العتوب و آل مسلم، فهاجر بعض العتوب بعد ذلك إلى البحرين، فيما استقر ما يقارب من 150 سفينة عند مدخل شط العرب، حيث أجبرته السلطات العثمانية على الرحيل فسكنوا القرين. في بداية الأمر كان الغرض من السفن صيد السمك والغوص على اللؤلؤ، وهذا ما ذكره كبنهاوزن (المسؤول عن شركة الهند الشرقية الهولندية)، حيث قدر عدد سفن العتوب بـ300 سفينة صغيرة عام 1756، وقدرت بـ800 سفينة عام 1765، وشهدت الكويت عام 1764 معركة الرقة والتي تعتبر أول معركة بحرية.
شكل القرن التاسع عشر نقلة في صناعة السفن الكويتية نتيجة لازدهار التجارة والحاجة المتزايدة للنقل البحري، فقد تبنى صناع السفن الكويتيون صنع البغلة والبتيل، القادرتين على الوصول لموانئ تجارية بعيدة كالموجودة في سواحل الهند و اليمن، دون الحاجة إلى الاعتماد على ميناء مسقط كوسيط تجاري. ذكر القبطان بروكس في تقريره عام 1829 أن الكويت كانت الممول الرئيسي لشمال ووسط نجد بالقمح والقهوة، وأن لديها 15 سفينة من نوع البغلة، التي تتراوح حمولتها من 100-400 طن، وقدر عدد السفن الكلي بـ170 سفينة. بينما قدر القبطان الإنجليزي هنل -الذي زار الكويت عام 1841- عدد السفن الكويتية بـ30 بغلة، و30 سفينة للسفر القطاع، و350 سفينة صغيرة للغوص على اللؤلؤ، كما قدَر عدد البحارة الكويتيين في عام 1863 ب 4,000 بحار.
في أواخر القرن التاسع عشر تطورت صناعة السفن الكويتية بتصميم أول بوم، والذي أثبت أنه أفضل من البغلة في قدراته الملاحية، إلا أن البوم كان أصغر حجماً في ذلك الوقت و بحمولة لا تتجاوز 150 طن. و في بداية القرن العشرين ازدهرت التجارة في الكويت وبلغت السفن الكويتية موانئ تنزانيا، وفي عام 1914 بدأ صناع السفن باستبدال صناعة البغلة بالبوم، كما صنع بوم الماء والذي استخدم لنقل المياه العذبة من شط العرب إلى الكويت، نتيجة لشح مصادر المياه العذبة وعدم كفايتها لحجم السكان، بلغ عدد السفن عام 1920 ما يقارب 900 سفينة، منها 200 للنقل البحري والبقية للغوص وصيد الأسماك ونقل المياه.
بدأت بداية نهاية صناعة السفن الكويتية في حوالي عام 1920 نظراً لتوقف التجارة مع بادية نجد، حيث قل عدد وصغر حجم السفن المصنوعة في تلك الفترة، وانتعشت صناعة السفن مرة أخرى -ولكن لفترة محدودة- إبَان الحرب العالمية الثانية، نظراً لمنع البواخر من إحضار البضائع إلى الخليج العربي، إلا أنه بانتهاء الحرب تدهورت حرفة الغوص على اللؤلؤ والنقل البحري، نظراً لاكتشاف البترول في الكويت. في عام 1950 لم تبحر سوى 50 سفينة شراعية إلى الهند. و توقفت كل السفن عن السفر في بداية الستينات من القرن العشرين. رغم ذلك استمرت صناعة أعداد قليلة من السفن الصيد بعد إضافة محركات لها.

## أنواع السفن
- السفَّار: يطلق سفار على السفن التي تنقل البضائع من الكويت إلى الهند وشرق أفريقيا، وترجع مشحونة بالبضائع إلى الخليج، و تصل حمولة السفار إلى 575 طن، واستخدم لهذا الغرض كل من بوم و البغلة.
- القطَّاع: وهي سفن متوسطة الحجم، ولا تخرج من الخليج العربي، تستخدم لنقل البضائع من ميناء إلى آخر بحمولة لا تزيد عن 60 طناً.
- نقل الماء: نظراً لشح المياه العذبة في الكويت، كانت الحاجة ماسة لجلب المياه من شط العرب بواسطة السفن، خاصة بعد أن زاد عدد السكان وعجزت الآبار الجوفية عن تلبية حاجة السكان المتزايدة، فتولدت فكرة بناء سفن خاصة لنقل المياه وكان ذلك في عام 1908، وبلغ عدد سفن نقل المياه 40 سفينة عام 1910، وتميزت سفن نقل الماء بعرض البدن وضحالة غاطسها.
- الحدَّاق أو الصيَّاد: يطلق اللفظ على السفن المخصصة لصيد السمك أو الربيان، وعادة يكون المركب الصياد أكبر حجماً من الحداق.
- غوّاص: تسمى السفن المستعملة للغوص على اللؤلؤ بالغواص، و تختلف أحجام السفن حسب البعد الذي تصل إليه حيث يبحر بعضها مسافة 100 ميل، وبعض هذه السفن تستوعب ما يقارب 70 شخصًا، بينما لا يتجاوز بحارة البعض الآخر 5 أشخاص. و تلجأ هذه السفن إلى الموانئ الطبيعية في الليل خلال فترة عملها. صممت هذه السفن بحيث تكون سريعة، ذلت صواري طويلة، وزودت بالمجاديف لتجعل حركتها ممكنه من مغاص إلى آخر حتى مع سكون الريح. بلغ عدد السفن الغواصة عام 1920 ما يقارب 1200 سفينة. و استخدم في الغوص على اللؤلؤ سبعة أنواع من السفن و هي البتيل والبقارة وبوم الغوص والجالبوت والسنبوك وشوعي والبلم.